# تركيب المبيدات الحشرية

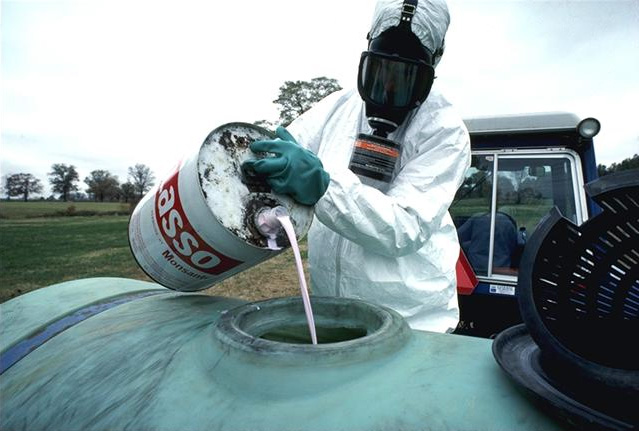

النّشاط الحيوي للمبيدات الحشرية،سواء كانت كيميائيّة أو حيويّة في الطبيعة، محدد بمكونه النشيط (AI يدعى أيضاً المادة الفعالة). منتجات المبيدات الحشرية نادراً تشمل المادة النقية الصافية. المكون النشيط يمزج عادة مع المواد الأخرى ( المواد الحاملة) حيث تساعد المواد الحاملة على توزيع ونشر المادة الفعالة في الماء بشكل متساوي وتساعد على التصاق قطرات محلول المبيد على الأوراق النباتية لضمان فاعليتها، ويتم خلط المادة الفعالة في المادة الحاملة لتسهيل البيع والتداول، لكنّه قد يخفّف أكثر عند الاستعمال.
و يتكوّن أيضاً من مساحيق الكربون والكبريت 
صيغة المعادلة تتبع اتفاقية الرسالة-2:(مثل GR:granules الحبيبات) سُجِّلَ من قبل CropLife الدولي (سابقاً GIFAP ثمّ GCPF)في دليل أنواع تركيب المبيد الحشري (مقالة 2);أنظر:صفحة التّحميل.بعض المنتجين لا يتبعون معايير الصناعة هذه، الذي يمكن أن يسبّب إرباك للمستخدمين.

## مركّبات قابلة للاختلاط بالماء
إلى حد بعيد المنتجات المستعملة كثيراً هي مركّبات للخلط مع الماء ثمّ يطبّق كمرشاّت.القابلة للخلط بالماء، المركّبات الأقدم تتضمّن:
- EC مركز قابل للاستحلاب
- WPمسحوق قابل للبلل
- SL (سائل) مركز قابل للذوبان
- SP مسحوق قابل للذوبان في الماء

الأحدث، مركّبات من غير مساحيق مع تخفيض أوعدم استعمال المذيبات الخطيرة والاستقرار المحسّن يتضمن:
- SC معلّق مركّز
- CS معلّقات على شكل كبسولات
- WG حبيبات متناثرة بالماء
- ME مستحلب دقيق
- SE معلق مستحلب
- EW مستحلب زيت في الماء
- OD مركز زيتي قابل للانتشار
- SG حبيبات قابلة للذوبان في الماء

## مركّبات أخرى للمبيدات الحشريّة
المركّبات الشّائعة الأخرى تتضمّن حبيبات (GR) وغبار (DP)،مع أنّه للأمان المحسّن الأخير استبدل بالحبيبات المجهريّة(MG ومثال على ذلك لمزارعينالرزّ في اليابان).المركّبات الاختصاصيّة متاحةللرش ذو الحجم المنخفض جدا،التّضبيب، التّطهير بالبخار، الخ.أحياناً قليلة، بعض المبيدات الحشرية(مثلاً المالاثيون)قد يباع كمادة تقنية(TC-الذي هو على الأغلب AI،لكن يحتوي أيضاً كميات صغيرة، غير نشيطة عادة، من نواتج عرضية من عملية التصنيع). 
يتكون أيضاً المبيد الحشري على خليط من الكربونات وغاز الهيدروكسيد 
شكل فعّال خاص من نقل جرعة مبيد الحشرات هومعالجة بذرة ومركّبات معينة طُوّرتْ لهذا الغرض.عددٌ من مركّبات طعم مبيد الحشرات متوفرة لمكافحة الحيوانات القارضة،الخ.
المجموعات الرئيسية لصياغات مبيد الحشرات يمكن أَن تُوضَّح كالتّالي:

## قراءة أخرى
- Burges، H.D .(ed.)(1998)مركّبات مبيدات الحشرات الحيويّة المكروبيّة، كائنات حيّة مجهريّة مفيدة، nematodes ومعالجة بذرةِ. صحافة كلوِر الأكاديميّة، 412 pp.